# Instance centrale de prévention de la corruption
Pour les articles homonymes, voir ICPC.
L'Instance Centrale de Prévention de la Corruption (arabe : الهيئة المركزية للوقاية من الرشوة) est une organisation instituée auprès du premier ministre, créée le 13 mars 2007, œuvrant dans le domaine de la prévention de la corruption au Maroc. 

## Contexte
Le Maroc a signé la Convention des Nations unies Contre la Corruption le 9 décembre 2003 et l’a ratifiée le 9 mai 2007.
L’article 6 de ladite Convention met à la charge des Etats Parties, l’obligation de mettre en place un ou plusieurs organes chargés de prévenir la corruption. C’est en application des dispositions de cet article que fut créée l’Instance Centrale de Prévention de la Corruption.

## Missions et compétences
L'Instance Centrale de Prévention de la Corruption est notamment chargée de : 
- Proposer au gouvernement les grandes orientations d'une politique de prévention de la corruption, notamment en matière de coopération entre le secteur public et le secteur privé pour lutter contre la corruption ;
- Proposer des mesures de sensibilisation de l'opinion publique et organiser des campagnes d'information à cet effet ;
- Contribuer, en coopération avec les administrations et les organismes concernés, au développement de la coopération internationale en matière de prévention de la corruption ;
- Assurer le suivi et l'évaluation des mesures prises pour la mise en œuvre de la politique gouvernementale en la matière et adresser des recommandations aux administrations, aux organismes publics, aux entreprises privées et à tout intervenant dans la politique de prévention de la corruption ;
- Donner aux autorités administratives des avis sur les mesures susceptibles d'être prises pour prévenir des faits de corruption ;
- Collecter toute information en relation avec le phénomène de la corruption et gérer la base de données afférentes ;
- Informer l'autorité judiciaire compétente de tous les faits portés à sa connaissance à l'occasion de l'exercice de ses missions, qu'elle considère être susceptibles de constituer des actes de corruption punis par la loi.

## Composition et organisation administrative
L’instance centrale est composée d’une assemblée plénière, d’une commission exécutive et d’un secrétariat général.
Elle est présidée par une personnalité nommée par le Premier ministre pour une période de cinq ans renouvelables une fois.